# La Neuville-du-Bosc
 La Neuville-du-Bosc  là một xã thuộc tỉnh Eure trong vùng Normandie miền bắc nước Pháp.

## Huy hiệu
| Arms of La Neuville-du-Bosc | The arms of La Neuville-du-Bosc are blazoned: Azure, semy of billets Or, a lion Or. |